# Poznańskie Towarzystwo Pedagogiczne
Poznańskie Towarzystwo Pedagogiczne (PTP) - to organizacja działająca od 1937 do 1939 z siedzibą w Poznaniu. 

## Historia
Utworzone przez wykładowców Uniwersytetu Poznańskiego, m.in.: Stefana Błachowskiego, Piotra Żukowskiego, Jana Sajdaka oraz nauczycieli szkół poznańskich różnego szczebla. PTP uważało się za bezpośredniego spadkobiercę dwóch utworzonych w Poznaniu po I wojnie światowej towarzystw: Towarzystwa Pedagogicznego im. E. Estkowskiego oraz Koła Psychologicznego im. E. Abramowskiego a także dziedzica pierwszego na ziemiach polskich Towarzystwa Pedagogicznego Polskiego działającego w latach 1848-1849 w Poznaniu.

## Działalność
Cele PTP zapisane w statucie to: praca naukowa członków, rozpowszechnianie wiedzy pedagogicznej i psychologicznej oraz wprowadzanie jej w praktykę życiową. 
Towarzystwo wydawało Biuletyn Poznańskiego Towarzystwa Pedagogicznego. Planowało utworzenie poradni psychologiczno-wychowawczej.